# Klaudios Ptolemaios
Klaudios Ptolemaios (grekiska Κλαύδιος Πτολεμαῖος, på latin Claudius Ptolemaeus), född omkring 90, död omkring 170, var en grekisk astronom, geograf och matematiker verksam i Egypten. Han sammanfattade och utvidgade det antika astronomiska kunnandet och hans viktigaste verk Almagest överträffades först under senrenässansen.
Ptolemaios vistades i Alexandria, där han åren 126–141 utförde åtskilliga astronomiska observationer. Han är den kändaste och kanske även den mest betydande av antikens astronomer. I alla händelser intar han i astronomins historia en av de mest framstående platserna på grund av det inflytande han utövat dels som överbringare till eftervärlden av de genom grekerna vunna resultaten, dels genom det av honom utvecklade och efter honom uppkallade ptolemaiska världssystemet. I vad mån originalitet bör tillerkännas Ptolemaios, kan inte med visshet avgöras, då de föregående grekiska astronomernas och särskilt Hipparchos skrifter väsentligen gått förlorade. Att Ptolemaios på flera punkter dragit nytta av Hipparchos arbeten är obestridligt, men å andra sidan är det säkerligen oriktigt att han enbart sammanställt andras skrifter.

## Ptolemaios geocentriska världsbild

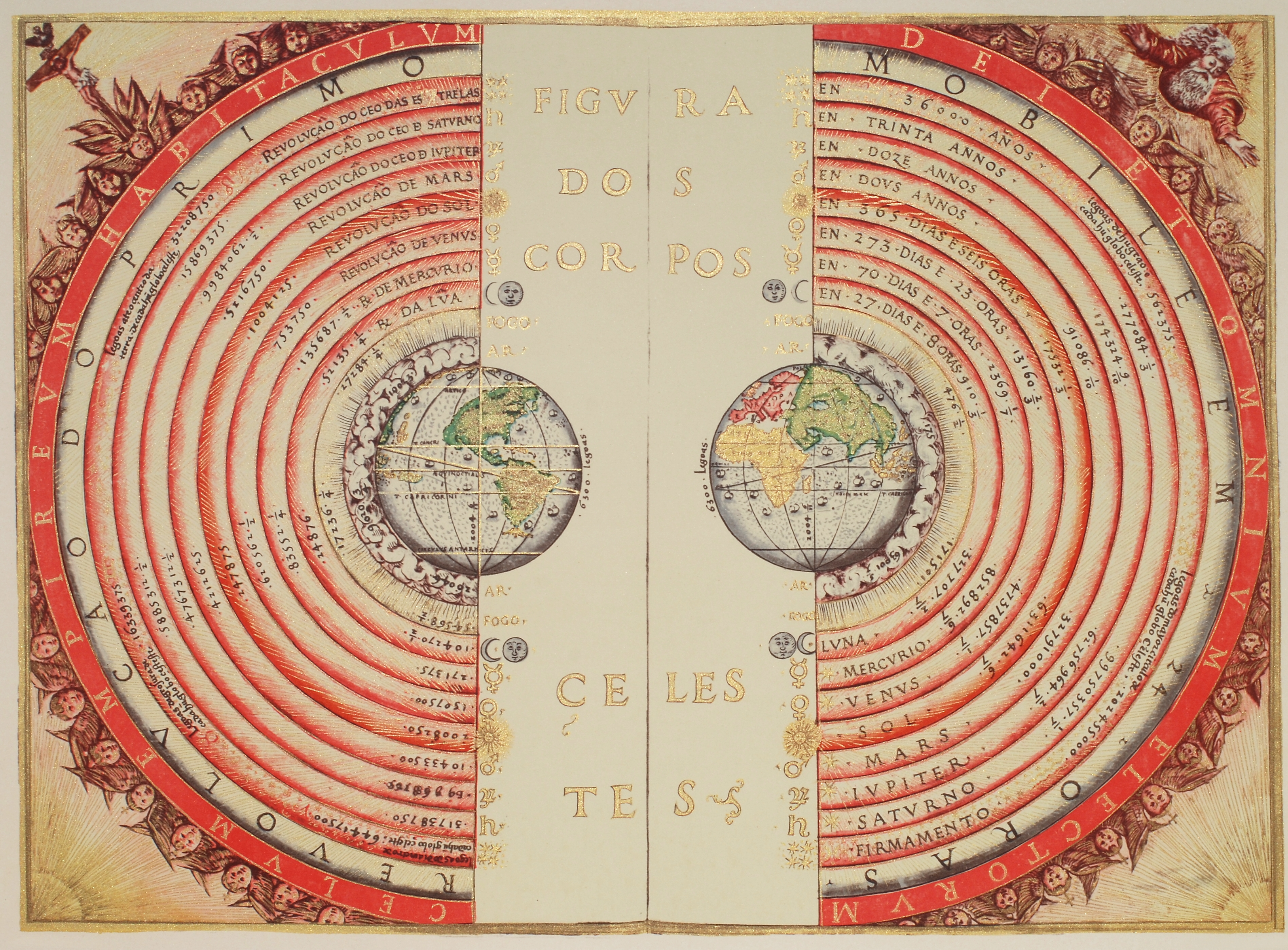
Den ptolemaiska, geocentriska modellen av universum på en karta av den portugisiska kosmografen och kartografen Bartolomeu Velho, 1568.

Den uppgift som utgjorde det huvudsakliga syftet med Ptolemaios undersökningar var att försöka förklara den genom observationer konstaterade, skenbart ojämna rörelsen hos vissa himlakroppar, under förutsättning att jorden som stillastående omkretsades av månen, solen, planeterna och fixstjärnorna samt att all rörelse skedde uniformt i cirkulära banor. För att åstadkomma en sådan förklaring antog Ptolemaios, att solen, månen och planeterna rörde sig i excentriska cirklar och epicykler. Förklaringen av oregelbundenheterna i solens och månens rörelse medelst excentriska cirklar hade blivit angiven redan av Hipparchos, men utvecklades nu vidare av Ptolemaios. För solen antog han en excentrisk cirkel eller en epicykel, som rörde sig på en med jorden till medelpunkt, beskriven cirkel.
För månen, vars så kallade andra ojämnhet, eller evektion, Ptolemaios upptäckte, samt för Mars, Jupiter och Saturnus behövdes en epicykel, vars medelpunkt i sin tur rörde sig på en excentrisk cirkel. Däremot erfordrades för Merkurius och Venus ytterligare ett antagande, nämligen att den excentriska cirkeln, varpå epicykelns medelpunkt rörde sig, ägde en rotatorisk rörelse kring jordens medelpunkt.
Sedan den allmänna beskaffenheten av de olika himlakropparnas rörelser på detta sätt blivit bestämd, återstod för Ptolemaios att på grund av observationerna bestämma storleken av radierna samt excentriciteterna för de olika cirklarna, liksom hastigheten för planeternas och deras epicyklers medelpunkters rörelse. Därvid visade Ptolemaios stort skarpsinne, trots att skillnaden mellan de beräknade och observerade positionerna i några fall blev betydande.
Om Ptolemaios själv ansåg sin teori som något mera än en geometrisk förklaring, det vill säga en metod att genom konstruktion bestämma de olika himlakropparnas lägen i ett givet ögonblick, torde inte vara alldeles klart. I Almagest förekommer dock uttalanden, som tyder på, att han verkligen trodde sig ha gett en fysisk förklaring av företeelserna, till exempel hans polemik mot anhängarna av läran om jordens rörelse samt hans försvar för de invecklade rörelser, som planeterna enligt hans teori erhöll. I alla händelser uppfattades systemet av hans efterföljare som fysiskt existerande och gällde som sådant i århundraden, ända tills Copernicus och Kepler ersatte det med ett mera naturligt förklaringssätt.

## Almagest
Det arbete, i vilket Ptolemaios framställt sin teori för himlakropparnas rörelser, är Megale syntaxis, mera känt under den arabiserade titeln Almagest (av arabiska artikeln al och grekiska megiste, den största, den yppersta, ett epitet som araberna satte på Ptolemaios' Syntaxis). Detta arbete innehåller även undersökningar rörande en mängd andra viktiga astronomiska frågor. Så till exempel beräknar Ptolemaios däri storleken av ekliptikans oblikvitet, för vilken han finner värdet 23° 51′20″, vidare årets längd, som av honom anges vara 365 dagar, 5 timmar och 55 minuter, och precessionskonstanten, vilken av honom dock bestämmes mindre noggrant, än vad tidigare skett av Hipparchos. Även finns däri en stjärnkatalog och en redogörelse för grekernas astronomiska instrument, av vilka Ptolemaios själv synes ha uppfunnit den så kallade parallaktiska linjalen.

## Måttet
Över huvud innehåller Almagest en sammanfattning av allt vad den grekiska astronomin åstadkommit, och arbetet blev därför snart ett mönsterverk, motsvarande inom astronomin vad Euklides Elementa var för geometrin. Det kommenterades av Theon och Pappos samt översattes till arabiska redan i början av 800-talet av Alhazen ben Josef och Sergius. Sedermera överflyttades det på 1100-talet från arabiska till latin (antagligen av Gherardo Cremonese) och mot medeltidens slut direkt från grekiska till latin av Georgios från Trabezon. Den förra översättningen trycktes först 1515, den senare 1525; kort därefter utgavs den grekiska texten (1538).

## Matematik
Ptolemaios vetenskapliga verksamhet sträckte sig även till andra områden än astronomi. Inom matematiken uppställde han den efter honom uppkallade ptolemaiska lärosatsen, en viktig sats som innehåller att summan av produkterna av de motstående sidorna i en fyrhörning inskriven i en cirkel är lika med produkten av diagonalerna. Ptolemaios använde denna sats för uträkning av en kordtabell, den första av sitt slag, där kordornas längd för varje halv grad uttrycktes i sexagesimalbråkdelar av radien.
Vidare härledde han med hjälp av Menelaos transversalsats den sfäriska trigonometrins huvudformler, framställde olika metoder för projektion (särskilt den stereografiska) och gjorde ett försök att bevisa parallellaxiomet.

## Geografi
För geografin har Ptolemaios omfattande verk Geografike hyfegesis varit av stor betydelse. I detta arbete beskriver han grunddragen i den matematiska geografin och anger omkring 8 000 positioner för orter, från 67° nordlig bredd till 16° sydlig bredd och omkring 180 longitudgrader. För alla dess platser anges longitud och latitud enligt den metod som först användes av Hipparchos. Dock gjorde det föga tillförlitliga materialet och kanske också sättet för bearbetningen att en mängd felaktigheter infördes. Till arbetet hörde även en samling kartor som låg till grund för Ptolemaios världskarta.
Det är dock osäkert om de kartor som finns i den nu kända versionen Ptolemaios geografi är de ursprungliga. Geografin gavs ut för första gången ut i latinsk översättning under senare hälften av 1400-talet.

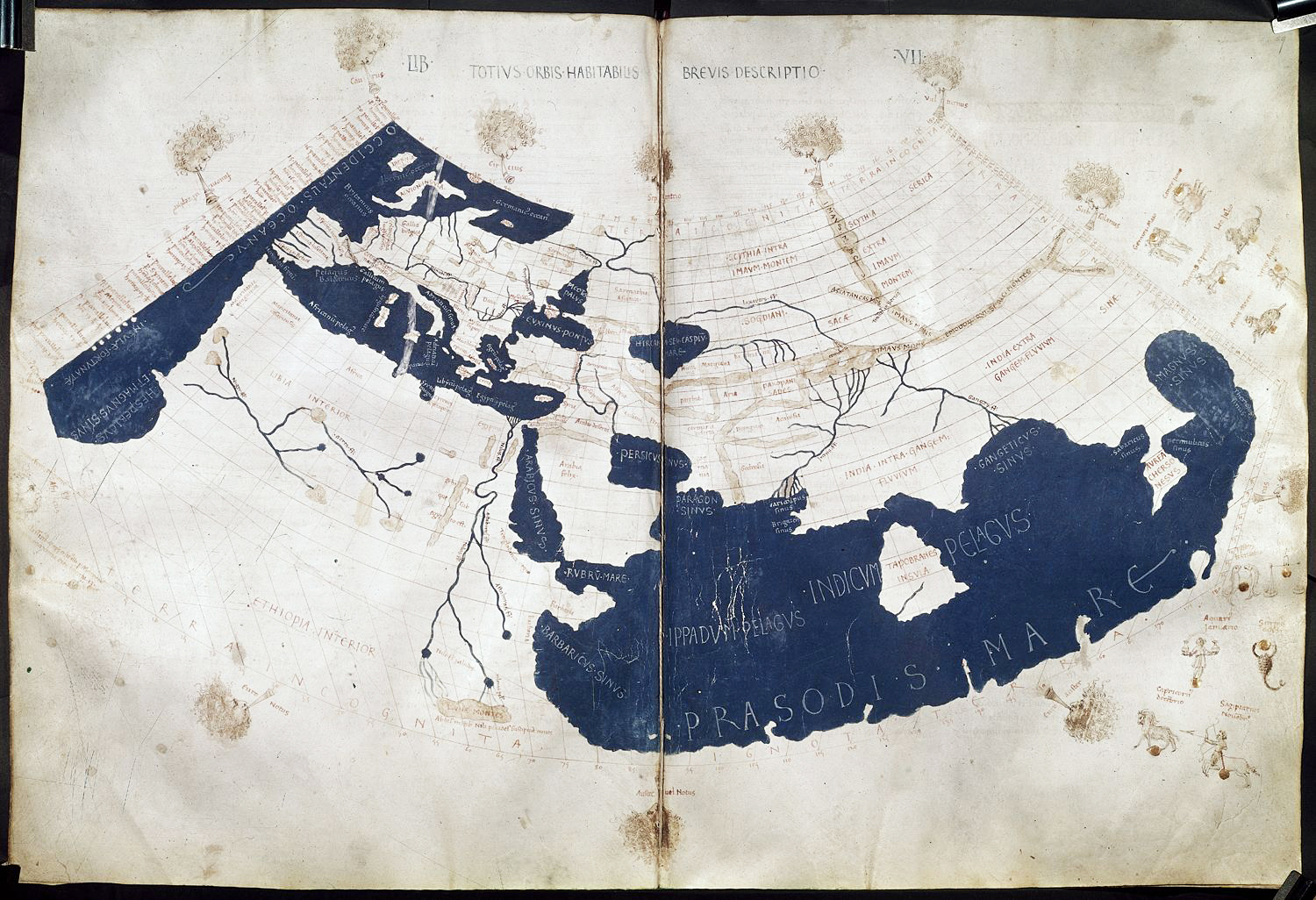
Ptolemaios världskarta
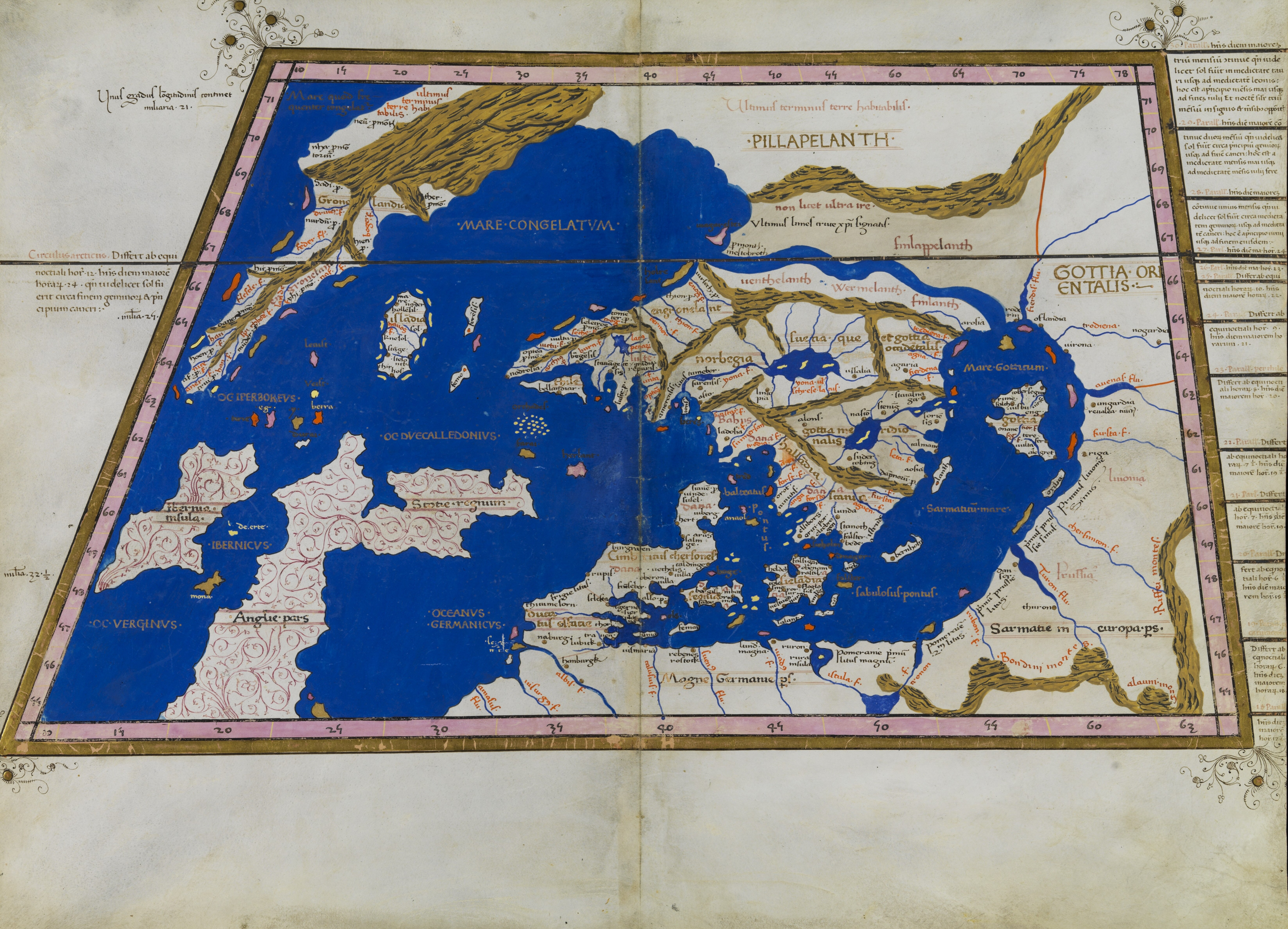
Skandinavien, Grönland enligt Nikolaus Germanus version (1467)

Ptolemaios var den som etablerade bruket att ha norr uppåt på kartor. Kanske för att de kända och intressanta platser man kände till var på norra halvklotet. Sedvanan följdes dock inte alltid - under Medeltiden lades öster ofta uppåt på kartorna. Kanske för att man tyckte Orienten var målet för dåtidens intresse. Härav (därav?) följer uttrycket "att orientera".

## Övriga skrifter

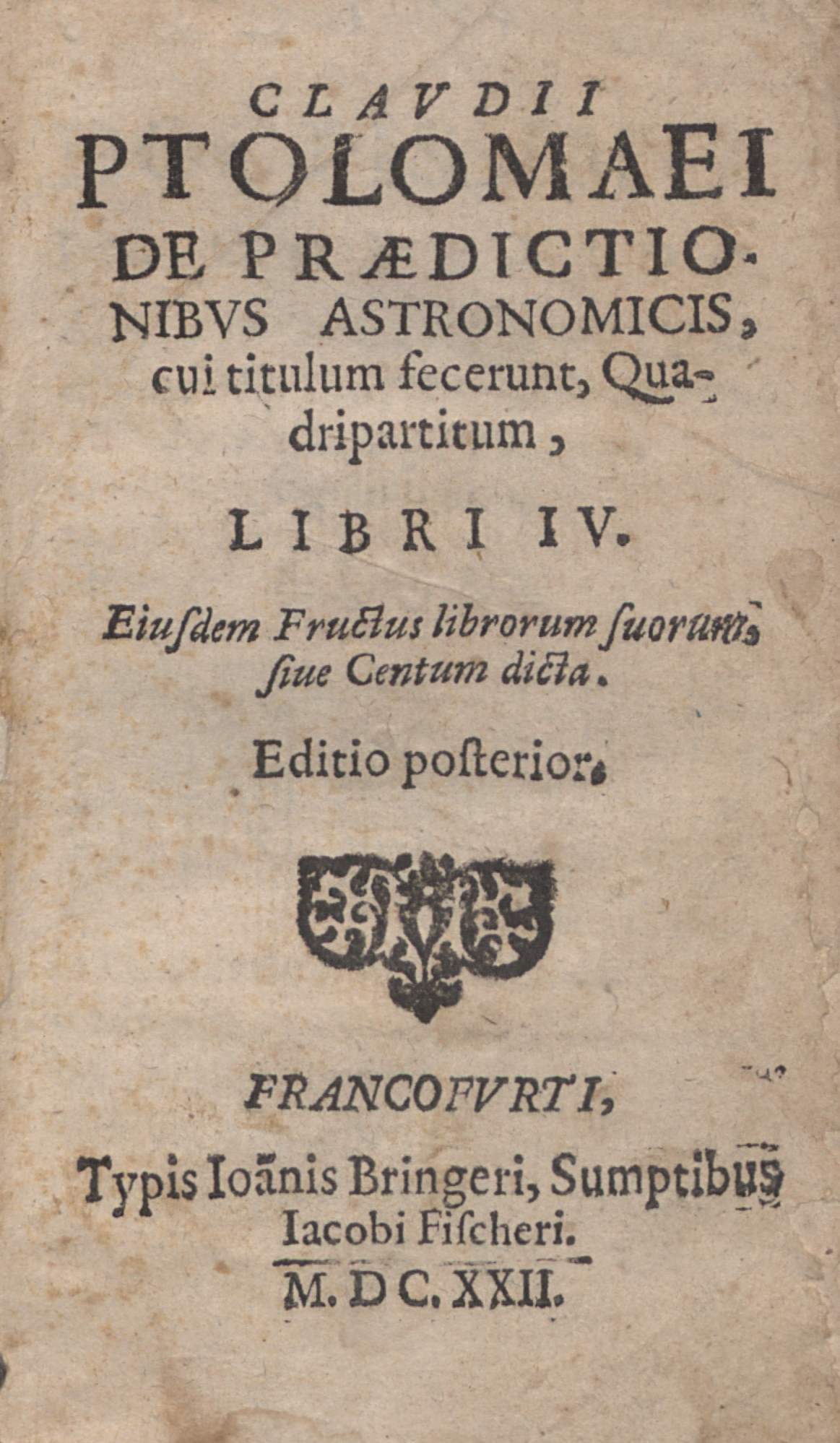
Quadripartitum, 1622

Bland Ptolemaios många övriga skrifter kan nämnas Kanon basileion, en kronologi från Nabonassar till Antoninus Pius, ett verk i tre böcker om musik, Harmonika, som hör till de viktigaste dokumenten angående den forngrekiska musikteorin, samt en optik, där Ptolemaios visade sig känna till refraktionen och genom experiment försökte bestämma storleken av dess verkningar. Övriga skrifter är Analemma, Planisphaerium, Tetrabiblos (om astrologi) och Apotelesmatika.

## Eftermäle
Nedslagskratrarna Ptolemaeus på månen och nedslagskratern Ptolemaeus på planeten Mars och asteroiden 4001 Ptolemaeus är uppkallad efter honom.